# Church Island (Menai-Straße)
Church Island (walisisch Ynys Dysilio oder Tysilio) in der Menaistraße ist eine Insel vor Anglesey in Wales. Diese Insel ist mit einem Damm mit dem Ort Menai Bridge verbunden, der Damm wird aber bei rauer See überspült. Der als Belgian Walkway bekannte Damm, der von der Belgian Promenade abzweigt, wurde während des Ersten Weltkrieges von belgischen Flüchtlingen gebaut. Die Gezeitenströme in der Menai-Straße gehören zu den wildesten der Britischen Inseln.
Die gesamte Fläche der Insel wird von St. Tysilios alter Kirche und deren Friedhof eingenommen. St. Tysilio war ein Mönch, der im 6. Jahrhundert gelebt haben soll und hier eine Kirche gründete, von der nur noch Fundamentreste auf einen Vorgängerbau hinweisen. Eine Tafel über dem Eingang würdigt diese Gründung heute noch. Die kleine rechteckige Kirche in der heute vorliegenden Bausubstanz, die immer noch ohne elektrische Versorgung ist, wurde nach 1400 errichtet. Auf dem Friedhof liegen neben zahlreichen Einwohnern von Menai Bridge auch Bauarbeiter von den Brücken über die Menai-Straße.

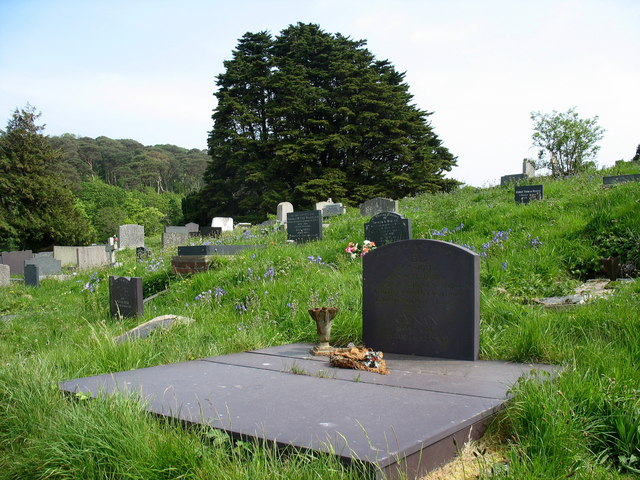
Das Grab von Albert Evans-Jones auf dem Friedhof

Der walisische Dichter Albert Evans-Jones, der auch unter dem Dichternamen Cynan bekannt ist, liegt ebenfalls auf dem Friedhof begraben.
Seidenreiher brüteten 2002 das erste Mal in Wales auf einem Felsvorsprung der Insel.
Die Insel gilt als der beste Ort um die beiden Brücken über die Menai-Straße zu sehen. Der Anglesey-Küstenwanderweg (Anglesey Coastal Path) ein Teil des Wales Coast Path führt hier vorbei. Die auf dem höchsten Punkt der Insel befindlichen Kriegerdenkmäler sind auch als Landmarken für ihre Aussicht auf die Menaistraße bekannt.